# Friedrich Detlev Heinrich von Dudden
Friedrich Detlev Heinrich von Dudden (20. februar 1768 i Glückstadt – 31. maj 1850) var en dansk officer, som sluttede sin karriere i infanteriet som generalmajor.
22. oktober 1813 ægtede han Charlotte Elisabeth de Tuxen (29. april 1795 i Helsingør – 4. august 1872 i København), datter af kaptajn, senere admiralitetsråd Louis de Tuxen og 1. hustru., men ægteskabet blev opløst.